# قصر الضباشية
قصر الضباشية أو الضباشية أو عين طباشير، هو موقع أثري في شمال منخفض الخارجة، بالصحراء الغربية، الوادي الجديد. يضم الموقع أطلال معبد وكولمباريوم و67 مقبرة، هي كل ما تبقى من مستوطنة رومانية قديمة.

## التاريخ

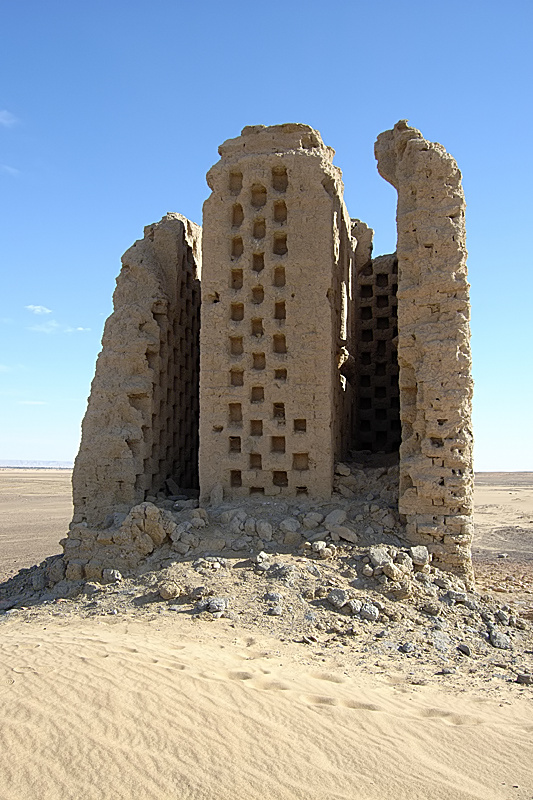
ما تبقى من كولمباريوم قصر الضباشية

ظل الموقع مأهولاً بالسكان منذ العصور القديمة حتى خمسينيات القرن العشرين. حيث كان بالإمكان الحصول على المياه من الآبار على غرار عزبة محمد طُليب وعين التراكوة. فلم تكن هناك حاجة للقنوات التي تنقل المياه تحت الأرض. ومع ذلك، جفت الآبار في المنطقة نتيجة حفر آبار جديدة.
تشير المُكتشفات الفخارية إلى أن تاريخ المستوطنة والمعبد والكولمباريوم يرجع إلى القرن الثالث/الرابع الميلادي. يرجع تاريخ أقدم فخار عُثر عليه في إحدى المقابر إلى ما بين الأسرة السابعة والعشرون وحتى القرن الأول الميلادي.
يُعتقد أن استيطان المنطقة خلال العصور القديمة كان على مسافة ما من المعبد وعلى بعد حوالي 500 م شرق الكولمباريوم. وبجانب المعبد الكبير المبني من الطوب اللبن، توجد أطلال ثلاثة معابد أخرى شرقه ومقابر موزعة بين المعبد والكولمباريوم وإلى الشمال الغربي من الكولمباريوم، الذي يعتقده البعض برج حمام يوناني.
ذكر الموقع الجيولوجيان البريطانيان جون بول، وهيو جون لويلين بيدنيل (1874-1944)، وعالم المصريات الأمريكي هربرت إي. وينلوك [الإنجليزية] (1884-1950).
باشر المجلس الأعلى للآثار عمليات التنقيب في الموقع منذ 1990. كُشف عن مقابر شمال غرب قصر الضباشية في 1994، عُثر بداخل المقبرة 41 على مومياوات كلاب على غرار مومياوات الكلاب التي عُثر عليها في دير المنيرة، مما يُشير إلى احتمالية عبادة أنوبيس في المنطقة.
أُعيد مسح الموقع ضمن مشروع مسح شمال واحة الخارجة في 2004.

## معلومات المراجع
- John، Ball (1900). Kharga Oasis : its Topography and Geology. Egyptian Geological Survey Report. Cairo: National Pr. Department.
- Hugh John Llewellyn، Beadnell (1909). An Egyptian Oasis : an account of the oasis of Kharga in the Libyan dessert, with special reference to its history, physical geography, and water supply. London: Murray.
- E. Herbert، Winlock (1936). Ed Dākhleh Oasis : Journal of a camel trip made in 1908. New York: Metropolitan Museum.
- Françoise، Dunand, Françoise ; Lichtenberg, Roger (2005). Des chiens momifiés à El-Deir : Oasis de Kharga. Bulletin de l'Institut Français d'Archéologie Orientale (BIFAO), vol.  105. مؤرشف من الأصل في 2022-10-21.{{استشهاد بكتاب}}:  صيانة الاستشهاد: أسماء متعددة: قائمة المؤلفين (link)

## وصلات خارجية
- مسح شمال واحة الخارجة